# イリーナ・クリヴォシーヴァ
イリーナ・ヴラジーミロヴナ・クリヴォシーヴァ（露: Ирина Владимировна Кривошеева, 英: Irina Vladimirovna Krivosheeva, 1977年9月28日 - ）は、ロシアの実業家である。

## 経歴
モスクワに生まれる。1994年、ロシア連邦政府付属金融アカデミー（現在のロシア連邦政府付属財政大学）国際経済関係学部に入学し、1999年に経済学の学位を取得して卒業する。1997年、アイヒシュテット＝インゴルシュタット・カトリック大学ミクロ経済学科に入学し、国際金融市場を専攻し、1998年に卒業する。
1997年より、ドレスナー銀行（現在のコメルツ銀行）の投資部門にアシスタント・トレーダーとして勤務し、後にコーポレート・アカウント・マネージャーとして勤務している。1999年、ロシア連邦政府付属金融アカデミー大学院国際経済学研究科に入学し、2003年に経済学の博士号を取得して修了する。2000年にドレスナー銀行の子会社、dit (Deutscher Investment Trust) に入り、2002年から2005年にかけて、同社の最高経営責任者を務める。
2005年から2006年にかけて、アリアンツ・ロスノ・アセット・マネジメントのエグゼクティブ・ディレクターを務める。2006年より、信託銀行、アルファ・キャピタル (露: УК «Альфа-Капитал») のエグゼクティブ・ディレクターを務める。2010年10月26日、ミハイル・ハバロフに代わって同銀行の最高経営責任者に就任する。

## 評価
2010年、ロシア経営者協会 (Association of Managers of Russia) による「ロシアで最もプロフェッショナルな経営者トップ1000」の金融部門で1位にランクインしている。2011年、雑誌 World Economic Journal による、ロシアのビジネス界で最も影響力のある女性のランキングの金融部門で5位にランクインしている。